# SPECTRE
La SP.E.C.T.R.E. (acronimo di SPecial Executive for Counter-intelligence, Terrorism, Revenge and Extortion, lett. "Speciale Esecutivo per il Controspionaggio, Terrorismo, Ritorsione, Estorsione.") è un'organizzazione criminale immaginaria presente nella saga di James Bond.
Guidata da Ernst Stavro Blofeld, fa la sua prima comparsa nel romanzo di Ian Fleming Operazione tuono e poi nei primi film di James Bond, da Agente 007 - Licenza di uccidere fino ad Agente 007 - Una cascata di diamanti. Dopo un'assenza quarantennale, fa il suo ritorno in Spectre e in No Time to Die.

## Caratteristiche generali
La SP.E.C.T.R.E. è una potente associazione criminale internazionale finalizzata, come dice il nome stesso, a terrorismo, controspionaggio, ritorsioni ed estorsioni. È strutturata in modo fortemente gerarchico, per mezzo della figura di un capo e di numerosi subalterni.
Il fondatore e presidente è noto come il "Numero Uno" ed è il vertice di tutte le decisioni dell'organizzazione. Ogni membro ha un numero che ruota, così come quello di Blofeld, in vari periodi (nella sua prima apparizione è il "Numero Due"). La sua vera identità è nota solo ai suoi più stretti collaboratori ed è sconosciuta alla maggior parte degli affiliati, che si appellano a lui come Numero Uno.
Gli altri affiliati sono generalmente terroristi o ex agenti dei servizi segreti di tutto il mondo. Le decisioni importanti sono prese nella sede, in ampie sale riunioni poco illuminate. Nei film le sedi dell'organizzazione sono sparse per tutto il mondo e collocate nei posti più improbabili (vulcani, isole deserte, cliniche montane).
In Mai dire mai c'è qualche cambiamento: Blofeld diventa non più "Numero Uno" ma solo "capo" mentre "Numero Uno" è Maximillian Largo.

## Nella narrativa
La SPECTRE nasce dall'esigenza di Fleming di creare un nuovo nemico per il suo personaggio (sino ad allora era la SMERSH, il reparto eliminazioni speciali dell'Unione Sovietica), intravedendo l'inizio del disgelo delle relazioni fra USA e URSS.
Per questo motivo l'autore, nel romanzo Operazione tuono, introduce l'organizzazione criminale che di lì in avanti diventerà il nemico principale di James Bond. Fleming colloca la sua sede al numero 136 bis del Boulevard Haussmann a Parigi dove si cela sotto le mentite spoglie della FIRCO, ovvero Fraternité Internationale de la Résistance contre l'Oppression, un'associazione di beneficenza che dà rifugio ai profughi.
Proseguendo l'opera di Fleming, dalla fantasia di John Gardner è partorita Nena, una figlia di Blofeld. In seguito, l'autore inglese rigenera la SPECTRE e l'affida al comando di Tamil Rahani.

### Romanzi in cui compare l'associazione
- Operazione tuono (Thunderball, 1961) di Ian Fleming
- La spia che mi amava (The Spy Who Loved Me, 1962) di Ian Fleming (solo menzionata)
- Al servizio segreto di sua maestà (On Her Majesty's Secret Service, 1963) di Ian Fleming
- Si vive solo due volte (You Only Live Twice, 1964) di Ian Fleming (mai menzionata per nome)
- Per servizi speciali (For Special Services, 1982) di John Gardner
- Ruolo d'onore (Role of Honour, 1984) di John Gardner
- Nessuno vive per sempre (Nobody lives forever, 1987) di John Gardner

## Cinema
Sebbene i romanzi trattino lungamente della SPECTRE, è soprattutto grazie ai film che l'organizzazione criminale ha ottenuto la sua enorme fama.
Sin dal primo film della serie, licenza di uccidere, la SPECTRE diventa il vero nemico di Bond tramite i suoi numerosi affiliati sparsi per tutto il mondo; addirittura, in Spectre, Blofeld rivela a Bond che i villain da lui affrontati nei tre film precedenti (Casino Royale, Quantum of Solace e Skyfall) erano tutti affiliati alla sua organizzazione.

### Film in cui compare l'associazione
- Agente 007 - Licenza di uccidere (Dr. No, 1962) di Terence Young
- A 007, dalla Russia con amore (From Russia with Love, 1963) di Terence Young
- Agente 007 - Thunderball (Operazione tuono) (Thunderball, 1965) di Terence Young
- Agente 007 - Si vive solo due volte (You Only Live Twice, 1967) di Lewis Gilbert
- Agente 007 - Al servizio segreto di Sua Maestà (On Her Majesty's Secret Service, 1969) di Peter Hunt
- Agente 007 - Una cascata di diamanti (Diamonds Are Forever, 1971) di Guy Hamilton
- Solo per i tuoi occhi (For Your Eyes Only, 1981) di John Glen
- Casino Royale (2006) di Martin Campbell
- Quantum of Solace (2008) di Marc Forster
- Skyfall (2012) di Sam Mendes
- Spectre (2015) di Sam Mendes
- No Time to Die (2021), di Cary Joji Fukunaga

## Membri dell'organizzazione

### Membri di spicco dell'organizzazione
- Ernst Stavro Blofeld - Numero Uno
- Emilio Largo - Numero Due
- Rosa Klebb - Numero Tre
- Conte Lippe - Numero Quattro
- Tov Kronsteen - Numero Cinque
- Colonnello Jacques Bouvard - Numero Sei
- Helga Brandt - Numero Undici
- Mr. Osato - Numero Dodici
- Fatima Blush - Numero Dodici

### Sezione Killer
- I tre neri ciechi
- Donald "Red" Grant
- Fiona Volpe
- Mr. Wint
- Mr. Kidd
- Marco Sciarra

### Affiliati
- Dottor Julius No - capo delle operazioni SPECTRE
- Professor Dent - geologo al servizio del dottor No
- Miss Taro
- Mr. Jones
- Morzeny - addestratore reclute nella palestra di proprietà della SPECTRE
- Angelo Palazzi
- Vargas
- Janni
- Quist
- Hans - guardia del corpo di Blofeld
- Irma Bunt - assistente personale e compagna di Blofeld
- Grunther
- Bert Saxby
- Max Denbigh "C" - Responsabile del programma "Nove Occhi"